# Baja Mali Knindža
Baja Mali Knindža (serbiska: Баја Мали Книнџа), född 13 oktober 1966, är en serbisk artist som framför serbiska nationalistiska visor och serbisk folkmusik. Under åren har han släppt många låtar och är en av de mest kända serbiska artisterna.Albumet som kom ut 2011 heter Idemo Malena. Baja Mali Knindza har tre döttrar och en son.